# 杰莫利-戈贝什沃尔
杰莫利-戈贝什沃尔是印度北阿坎德邦杰莫利县的一个城镇。总人口21,447人（2011年）。

## 人口
该地2011年总人口21,447人，其中男性11,432人，女性10,015人；0—6岁人口2,491人；识字率82.47%，其中男性为84.93%，女性为79.67%。